# Nwankwo Kanu
Nwankwo Christian Kanu (ur. 1 sierpnia 1976 w Owerri) – nigeryjski piłkarz występujący na pozycji napastnika.
Z reprezentacją Nigerii grał na mistrzostwach świata 1998 i 2002, w 1996 roku zdobył z nią złoty medal na Igrzyskach Olimpijskich. W 1995 roku w barwach Ajaksu Amsterdam triumfował w rozgrywkach o Puchar Mistrzów. Od 2004 do 2006 był zawodnikiem West Bromwich Albion. 18 sierpnia 2006 roku oficjalnie podano informację, że piłkarz został zawodnikiem angielskiego Portsmouth F.C.
3 września 2016 wziął udział w charytatywnym meczu pomiędzy legendami Arsenalu Londyn a legendami A.C Milan. W meczu tym zdobył hat-trick.

## Sukcesy piłkarskie
- Mistrzostwo Holandii 1994, 1995 i 1996, Superpuchar Holandii 1995 i 1996, Puchar Mistrzów 1995, finał Pucharu Mistrzów 1996 oraz Superpuchar Europy 1995 z Ajaksem Amsterdam
- Mistrzostwo Anglii 2002 i 2004, Puchar Anglii 2002, finał Pucharu Anglii 2001 z Arsenalem oraz Puchar UEFA 1998 z Interem Mediolan.
- Najlepszy piłkarz Afryki w 1996 i 1999 roku.

W reprezentacji Nigerii rozegrał 86 meczów i strzelił 13 goli – uczestnik finałów mistrzostw świata 1998 (1/8 finału), 2002 (runda grupowa) i 2010 (runda grupowa) oraz zdobywca złotego medalu na Igrzyskach Olimpijskich 1996.